# Скурась, Михал
Ми́хал Кши́штоф Ску́рась (пол. Michał Krzysztof Skóraś; род. 15 февраля 2000, Ястшембе-Здруй, Силезское воеводство) — польский футболист, полузащитник клуба «Брюгге» и сборной Польши. Участник чемпионата мира 2022 и чемпионата Европы 2024.

## Клубная карьера
Родился 15 февраля 2000 года в городе Ястшембе-Здруй. Воспитанник футбольной школы клуба «Лех», с которым подписал первый профессиональный контракт.
В 2018 году для получения игровой практики был отдан в аренду в клуб второго дивизиона «Брук-Бет Термалика», отыграл за команду из села Нецеча 27 матчей в сезоне 2018/19 годов. Половину сезона 2019/20 годов, так же на правах аренды, провёл в клубе высшей польской лиги «Ракув».
В феврале 2020 года был отозван из аренды и начал привлекаться к играм основного состава клуба «Лех». Место в основном составе начал стабильно получать в сезоне 2020/21 годов, приняв участие в 26 играх чемпионата, в следующем сезоне сыграл в 29 играх внутреннего первенства и вместе с клубом стал чемпионом Польши.

## Выступления за сборные
В 2017 году дебютировал в составе юношеской сборной Польши, принял участие в 10 играх на юношеском уровне, отличившись 2 забитыми голами.
2019 в составе молодежной сборной Польши поехал на домашний молодежный чемпионат мира. На турнире сыграл в четырёх матчах и забил один гол, однако команда вылетела на стадии 1/8 финала.
В 2022 году дебютировал в составе национальной сборной Польши. В ноябре 2022 года попал в список футболистов которые поехали на чемпионат мира в Катар. На турнире сыграл в одном матче, выйдя на замену на 46 минуте поединка группового этапа против сборной Аргентины (0:2).

## Титулы и достижения
- Чемпион Польши (1):

«Лех»: 2021-22